# Мало (Италия)
Вижте пояснителната страница за други значения на Мало.
Ма̀ло (на италиански: Malo; на венециански: Mało, Мало) е град и община в Северна Италия, провинция Виченца, регион Венето. Разположен е на 116 m надморска височина. Населението на общината е 14 951 души (към 2015 г.).